# وحدة السترونتيوم
وحدة السترونتيوم هي وحدة تستخدم لقياس كمية النشاط الإشعاعي من السترونتيوم-90، وهو نويدة مشعة وجدت في التداعيات النووية، في جسم الشخص. منذ جسم الإنسان يمتص السترونتيوم كما لو كان الكالسيوم، ودمجها في الهيكل العظمي، وجودها شائع جدا. وحدة سترونتيوم واحدة تساوي بيكوكوري واحد من السترونتيوم-90 لكل غرام من الكالسيوم (37 بيكريل للكيلوغرام الواحد) في الهيكل العظمي لهذا الموضوع.
وترى الأكاديمية الوطنية للعلوم في الولايات المتحدة أن الحد الأقصى للمقياس الآمن للسترونتيوم-90 في الشخص هو مائة وحدة سترونتيوم (3700 Bq/kg). ويقدر أن متوسط الأميركيين لديهم ثلاث إلى أربع وحدات السترونتيوم.
كانت وحدة السترونتيوم تعرف سابقا لفترة وجيزة كوحدة أشعة الشمس، وهو مصطلح روجت له وزارة الدفاع الأمريكية حتى السخرية العامة جلبت عدم استخدامها. وكان من بين مصادر هذه الضجة أداء جورج كارلين، الذي صدر على مؤتمر نزع السلاح الاستشارية الأبوية: كلمات صريحة، خلال مقطع على العبارات الملطفة الحكومية للأنشطة الخطيرة أو غير الأخلاقية: البنتاغون يقيس في الواقع الإشعاع النووي في شيء يسمونه وحدات أشعة الشمس.